# Серхіо Браво
Серхіо Мартінес Браво (ісп. Sergio Martinez Bravo, нар. 27 листопада 1927, Мехіко) — мексиканський футболіст, що грав на позиції захисника за клуби «Реал Еспанья» і «Леон», а також національну збірну Мексики.
Дворазовий чемпіон Мексики. Володар Суперкубка Мексики.

## Клубна кар'єра
У футболі дебютував 1947 року виступами за команду «Реал Еспанья», кольори якої захищав протягом трьох років. 
1950 року перейшов до складу команди «Леон», де і завершив кар'єру гравця в 1964 році. За цей час двічі виборов титул чемпіона Мексики у 1952 та 1956 роках. Разом з чемпіонством 1956 року став також володарем Суперкубка Мексики.

## Виступи за збірну
1947 року дебютував в офіційних матчах у складі національної збірної Мексики. Протягом кар'єри у національній команді провів у її формі 12 матчів.
Був присутній в заявці збірної на чемпіонаті світу 1954 року у Швейцарії, але на поле не виходив.

## Титули і досягнення
- Переможець Чемпіонату НАФК: 1947, 1949
- Чемпіон Мексики (2):

«Леон»: 1952, 1956
- Володар Суперкубка Мексики (1):

«Леон»: 1956